# دارشکنک سینه‌ساده
دارشکنک سینه‌ساده (نام علمی: Picumnus castelnau) نام گونه‌ای از سرده دارشکنک‌ها است.